# Xã Paint, Quận Clarion, Pennsylvania
Xã Paint (tiếng Anh: Paint Township) là một xã thuộc quận Clarion, tiểu bang Pennsylvania, Hoa Kỳ. Năm 2010, dân số của xã này là 1.699 người.